# Mostafa Borudscherdi
Ajatollah  Mostafa Borudscherdi  (persisch مصطفی بروجردی; * 1962) ist ein iranischer schiitischer Geistlicher und Politiker. Er arbeitet im Ministerium für Auswärtige Angelegenheiten. Er ist Dekan der Fakultät für Internationale Beziehungen.